# Lodewijk Prins
Lodewijk Prins (* 27. Januar 1913 in Amsterdam; † 11. November 1999) war ein niederländischer Schach-Großmeister und Schachjournalist.

## Schachspieler
Prins vertrat die Niederlande zwischen 1937 und 1968 bei allen zwölf Schacholympiaden und erreichte dabei 1939 am vierten Brett und 1950 am dritten Brett jeweils das zweitbeste Einzelergebnis. Außerdem spielte er mit der niederländischen Mannschaft bei der Schach-Olympia 1936 in München, bei den Qualifikationsturnieren zu den Mannschaftseuropameisterschaften 1957, 1965 und 1970 sowie beim Clare Benedict Cup 1955 (den die niederländische Mannschaft gewann), 1962, 1963 und 1967. 1965 gewann er nach Stichkampf gegen Coen Zuidema die Meisterschaft der Niederlande. Weitere bedeutende Erfolge waren Platz 1 in Birmingham 1937 (zusammen mit Eliskases), sein Sieg 1948 beim Hoogovens-Turnier in Beverwijk sowie sein erster Platz 1951 in Madrid.
Im Jahre 1950 verlieh ihm die FIDE den Titel Internationaler Meister, 1982 wurde er Ehren-Großmeister. Seine beste historische Elo-Zahl vor Einführung der Elo-Zahlen war 2604 im Dezember 1951.
In der Grünfeld-Indischen Verteidigung ist die Variante 1. d4 Sf6 2. c4 g6 3. Sc3 d5 4. Sf3 Lg7 5. Db3 dxc4 6. Dxc4 0–0 7. e4 Sa6 nach ihm benannt.
Auch in der Sizilianischen Verteidigung trägt ein Abspiel seinen Namen. Die Zugfolge 1. e4 c5 2. Sf3 d6 3. d4 cxd4 4. Sxd4 Sf6 5. f3 heißt Prins-Variante.

## Schachjournalist
Prins war in verschiedenen Zeitungen für die Schachkolumne verantwortlich.
Er veröffentlichte auch mehrere Bücher, etwa
- Master Chess, 1940
- Turnierbuch Hastings 1944/45
- Turnierbuch Hastings 1945/46
- Het Schaakphenomeen Capablanca (Capablanca, das Schachphänomen), 1949 mit Max Euwe
- Amsterdam 1950